# Elezioni europee del 2019 in Lettonia
Le elezioni europee del 2019 in Lettonia si sono tenute sabato 25 maggio per eleggere gli 8 membri del Parlamento europeo spettanti alla Lettonia.

## Risultati
| Liste  | Liste                                                        | Gruppo    | Voti    | %     | Seggi |
| ------ | ------------------------------------------------------------ | --------- | ------- | ----- | ----- |
|        | Unità (V)                                                    | PPE       | 124.193 | 26,40 | 2     |
|        | Partito Socialdemocratico "Armonia" (SDPS)                   | S&D       | 82.604  | 17,56 | 2     |
|        | Alleanza Nazionale (NA)                                      | ECR       | 77.591  | 16,49 | 2     |
|        | Sviluppo/Per! (LA - Par! - Crescita)                         | RE        | 58.763  | 12,49 | 1     |
|        | Unione Russa di Lettonia (LKS)                               | Verdi/ALE | 29.546  | 6,28  | 1     |
|        | Unione dei Verdi e degli Agricoltori (ZZS)                   | -         | 25.252  | 5,37  | -     |
|        | Alleanza Lettone delle Regioni (LRA)                         | -         | 23.581  | 5,01  | -     |
|        | Nuovo Partito Conservatore                                   | -         | 20.595  | 4,38  | -     |
|        | Progressisti                                                 | -         | 13.705  | 2,91  | -     |
|        | A Chi Appartiene lo Stato?                                   | -         | 4.362   | 0,93  | -     |
|        | Nazionalisti Lettoni                                         | -         | 3.172   | 0,67  | -     |
|        | Partito di Centro                                            | -         | 2.312   | 0,49  | -     |
|        | Risveglio                                                    | -         | 2.242   | 0,48  | -     |
|        | Partito Socialdemocratico dei Lavoratori di Lettonia (LSDSP) | -         | 922     | 0,20  | -     |
|        | Nuova Armonia                                                | -         | 829     | 0,18  | -     |
|        | Partito d'Azione                                             | -         | 791     | 0,17  | -     |
| Totale | Totale                                                       | Totale    | 470.460 |       | 8     |